# 第12集団軍
第12集団軍（第12集团军）とは、中国人民解放軍陸軍の軍級部隊。乙類集団軍。南京軍区に所属する。台湾解放作戦時、第2梯隊となることが想定されている。
2017年の軍改革で東部戦区所属の第71集団軍に改変された。

## 歴史
第12集団軍の前身は、国共内戦中に編成された晋冀魯豫軍区第6縦隊（初代司令：王宏坤）である。第6縦隊は、王近山将軍の指揮の下、定陶戦役に参加し、汝河強行渡河作戦時には、政治委員杜義徳将軍が指揮を執った。1948年、王近山は襄陽を攻略し、国民党特務の康沢を捕虜にした。淮海戦役参加後、第6縦隊は第12軍に改編され、第2野戦軍第3兵団の編成下で渡江戦役に参加し、四川に進軍し、重慶を攻略した。
1950年末、中国人民志願軍第3兵団の下で朝鮮戦争に参加した。この時、第11軍の第31師が編入され、軍長には曽紹山将軍が任命された。第5次戦役中、第31師第91団は敵に包囲されたが、奇跡的に生還した。上甘嶺戦役には、第31師、第34師が投入され、副軍長李徳生の指揮の下で勝利を得た。
1960年代、第12軍で「郭興福教学法」が現れ、やがて「大比武」運動として全軍に広まった。第12軍は、長い間、第1軍と並ぶ中核部隊として戦略任務を担っていたが、1980年代の軍縮中に乙類集団軍とされ、その地位は低下した。

## 編制
軍部（司令部）は、江蘇省徐州にあるとされている。 
- 第2装甲師団（江蘇省徐州） - 85式III型戦車を装備
- 第34自動化歩兵旅団（73091部隊）（江蘇省南京）
- 第36自動化歩兵旅団（江蘇省新沂） - 元第36自動車化歩兵師団（73072部隊）
- 第179歩兵旅団（73096部隊）（南京）
- 高射砲旅団（？）
- 地兵旅団（73101部隊）

## 歴代軍長
| 職名 | 氏名   | 階級 | 在任期間 | 出身校 | 前職            |
| ---- | ------ | ---- | -------- | ------ | --------------- |
| 軍長 | 曽紹山 |      |          |        |                 |
| 軍長 | 戚建国 | 少将 |          |        | 第1集団軍参謀長 |

| 職名     | 氏名 | 階級 | 在任期間 | 出身校 | 前職                 |
| -------- | ---- | ---- | -------- | ------ | -------------------- |
| 政治委員 | 王健 | 少将 |          |        | 南京軍区政治部副主任 |